# Sparneck
Sparneck är en kommun och ort i Landkreis Hof i Regierungsbezirk Oberfranken i förbundslandet Bayern i Tyskland.
Köpingen ingår i kommunalförbundet Sparneck tillsammans med kommunen Weißdorf.